# Panamerikanische Spiele 2003 (Badminton)/Herrendoppel

Badminton wurde bei den Panamerikanischen Spielen 2003  in Santo Domingo in der Dominikanischen Republik gespielt. Die Wettkämpfe dauerten vom 8. bis 15. August. Folgend die Ergebnisse in Herrendoppel.

## Ergebnisse
- Philippe Bourret /  Andrew Dabeka –  Carlos Bermejo /  Pedro Pena: 15-0 / 15-1
- Emelio Mendez /  John Muirhead –  Darron Charles /  Glendon Thomas: 15-12 / 17-14
- Guilherme Pardo /  Guilherme Kumasaka –  Joaquin Berrios /  Santiago Bugallo: 15-5 / 15-4
- Bradley Graham /  Charles Pyne –  Andrés Corpancho /  Javier Jimeno: 15-13 / 17-15
- Erick Anguiano /  Pedro Yang –  Kerwyn Pantin /  Anil Seepaul: 15-2 / 15-2
- Lucas Araújo /  Ricardo Trevelin –  Emelio Mendez /  John Muirhead: 15-11 / 11-15 / 17-16
- Mike Beres /  Kyle Hunter –  Kevin Cordón /  Danilo Lopez: 15-8 / 15-6
- Virgil Soeroredjo /  Mitchel Wongsodikromo –  Hector Javier Pena /  Nelson Javier: 15-6 / 15-0
- Howard Bach /  Kevin Han –  Mario Carulla /  Rodrigo Pacheco: 15-2 / 15-6
- Bradley Graham /  Charles Pyne –  Guilherme Pardo /  Guilherme Kumasaka: 15-13 / 13-15 / 15-3
- Erick Anguiano /  Pedro Yang –  Ryan Holder /  Andre Padmore: 15-2 / 15-5
- Mike Beres /  Kyle Hunter –  Lucas Araújo /  Ricardo Trevelin: 15-6 / 15-4
- Howard Bach /  Kevin Han –  Virgil Soeroredjo /  Mitchel Wongsodikromo: 15-11 / 15-4
- Erick Anguiano /  Pedro Yang –  Bradley Graham /  Charles Pyne: 15-11 / 5-15 / 17-14
- Howard Bach /  Kevin Han –  Mike Beres /  Kyle Hunter: 15-7 / 15-8
- Howard Bach /  Kevin Han –  Erick Anguiano /  Pedro Yang: 15-5 / 15-3